# Boler (rivière)
Pour les articles homonymes, voir Boler.
La Boler est une petite rivière française qui coule dans le département de la Moselle. C'est un affluent direct de la Moselle en rive gauche, donc un sous-affluent du Rhin.

## Géographie
De 22,5 km de longueur, la Boler est une rivière qui naît à Zoufftgen. Elle conflue avec la Moselle en rive gauche au niveau de Gavisse, entre Thionville et Sierck-les-Bains, à 3 kilomètres en aval de Cattenom.

## Hydronymie
En francique lorrain : Boulerbaach.

## Communes traversées
Dans le seul département de la Moselle le ruisseau de Boler traverse sept communes :
Zoufftgen, Roussy-le-Village, Rodemack, Boust, Breistroff-la-Grande (Boler et Évange), Fixem, Gavisse.

## Gestion
La Boler ainsi que ses affluents sont gérés par le Syndicat Intercommunal de Gestion et d'Aménagement de la Boler et de ses Affluents, dont le siège social est situé à Boust.

## Hydrologie
Le module de la rivière au confluent de la Moselle vaut 1,07 m3/s pour un bassin versant de 100 km2. La lame d'eau écoulée dans son bassin est de 337 millimètres, ce qui est assez élevé, légèrement supérieur à celle de la moyenne de la France, tous bassins confondus, mais inférieur à la moyenne du bassin français de la Moselle (445 millimètres à Hauconcourt, peu avant sa sortie du territoire français). Son débit spécifique ou Qsp se monte à 10,7 litres par seconde et par kilomètre carré de bassin.